# Asarum geophilum
Asarum geophilum Hemsl. – gatunek rośliny z rodziny kokornakowatych (Aristolochiaceae Juss.). Występuje naturalnie w Chinach – w prowincjach Guangdong i Kuejczou (południowa część) oraz w regionie autonomicznym Kuangsi.

## Morfologia
PokrójByliny tworzące kłącza.
LiścieZebrane w parach, mają okrągło sercowaty kształt. Mierzą 5–10 cm długości oraz 5,5–12,5 cm szerokości. Od spodu są owłosione i mają brązowożółtawą barwę. Blaszka liściowa jest o ostrym lub tępym wierzchołku. Ogonek liściowy jest mniej lub bardziej owłosiony i dorasta do 3–15 cm długości.
KwiatySą promieniste, obupłciowe, pojedyncze. Okwiat ma niemal okrągły kształt i purpurową barwę, dorasta do 1,5–2 cm długości oraz 2–2,5 cm szerokości. Listki okwiatu mają trójkątnie okrągły kształt. Zalążnia jest dolna ze zrośniętymi słupkami.

## Biologia i ekologia
Rośnie w gęstych i wilgotnych lasach. Występuje na wysokości do 700 m n.p.m. Kwitnie od kwietnia do czerwca.